# Lorenzo Frutos
Lorenzo Rodrigo Frutos Britos (Coronel Oviedo, Paraguay, 4 de junio de 1989) fue un futbolista paraguayo. Jugaba de delantero y se encontraba en el Keshla FK de la Liga Premier de Azerbaiyán.
Se consagró campeón de la Copa El Salvador 2016-17 con el Santa Tecla FC.

## Clubes
| Club                          | País        | Año       |
| ----------------------------- | ----------- | --------- |
| Sol de América                | Paraguay    | 2008-2016 |
| Rubio Ñu                      | Paraguay    | 2017      |
| Santa Tecla FC                | El Salvador | 2017      |
| Independiente de Campo Grande | Paraguay    | 2018      |
| ACD Lara                      | Venezuela   | 2019      |
| Keshla FK                     | Azerbaiyán  | 2019-2020 |